# 에후에역
에후에역(일본어: 絵笛駅)은 일본 홋카이도 우라카와 군 우라카와정에 위치한 홋카이도 여객철도 히다카 본선의 철도역이다. 단선 승강장 1면 1선의 구조를 갖춘 지상역이다.

## 이용 현황
- 1981년도 : 6명
- 1992년도 : 10명

## 역 주변
- 에후에 강

## 역사
- 1958년 7월 15일 : 국유철도 히다카 본선의 에후에역으로서 개업. 여객 취급만.
- 1987년 4월 1일 : 일본국유철도 분할 민영화에 의해, 홋카이도 여객철도가 승계.
- 2021년 4월 1일 : 폐역.

## 인접 역
| 홋카이도 여객철도 히다카 본선 | 홋카이도 여객철도 히다카 본선 | 홋카이도 여객철도 히다카 본선 |
| ----------------------------- | ----------------------------- | ----------------------------- |
| 오기후시 도마코마이 방면      | ■ 히다카 본선                 | 우라카와 사마니 방면          |